# 濃尾用水

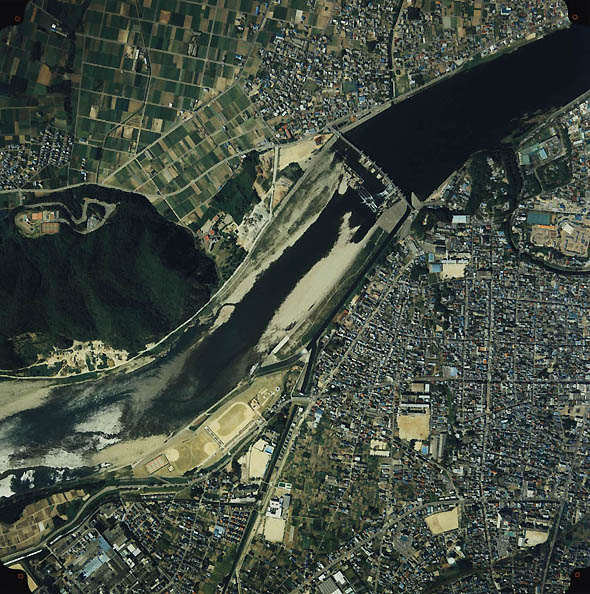
1987年度（昭和62年）に撮影された愛知県犬山市と岐阜県各務原市の境を流れる木曽川と犬山頭首工ライン大橋。橋の南岸付近から分かれている細い水路が、濃尾用水（木津用水・宮田用水）。

濃尾用水（のうびようすい）は、木曽川にある犬山頭首工から取水し、愛知県および岐阜県を潤す農業用水の総称。
疏水百選にも選定されている。

## 概要
1951年（昭和26年）に農林省（現在の農林水産省）の「国営灌漑排水事業」の一つである「国営濃尾用水土地改良事業」が計画された。この計画は、同じ木曽川から取水している用水（木津用水、宮田用水、羽島用水、佐屋川用水）の取水口を、犬山市の大規模な取水口（犬山頭首工）に統一するものであったが、このうち佐屋川用水は犬山市より約50km離れていることもあり事業から離脱。犬山頭首工の完成後、濃尾用水の名称は、他の3つの用水及びそこから分流する用水網の総称となった。3つの用水の延長は約45km。これに付随する用水網を合わせると、約260kmに及ぶ。

## 歴史
- 1001年（長保3年）：大江用水が完成。
- 1610年（慶長15年）：宮田用水完成。
- 1634年（寛永11年）以前：般若用水完成。
- 1650年（慶安2年）：木津用水、新般若用水、奥村用水完成。
- 1932年（昭和7年）：羽島用水完成。
- 1951年（昭和26年）：国営濃尾用水土地改良事業が計画される。
- 1957年（昭和32年）：国営濃尾用水土地改良事業の着工。
- 1967年（昭和42年）：犬山頭首工完成。
- 1968年（昭和43年）：国営濃尾用水土地改良事業の完成。
- 2000年（平成12年）：濃尾用水改修事業である、「新濃尾農地防災事業」の着工。2014年（平成26年）完成予定。
- 2006年（平成18年）：疏水百選に選定される。

## 主な用水網
主幹用水
- 木津用水（愛知県犬山市 - 名古屋市）
- 宮田用水（愛知県犬山市 - 一宮市）
- 羽島用水（岐阜県各務原市 - 羽島市）

その他の主な用水
- 新木津用水（木津用水から分流）
- 般若用水（木津用水から分流）
- 新般若用水（宮田用水から分流）
- 大江用水（宮田用水から分流）
- 奥村用水（宮田用水から分流）など。

## 流域の自治体
流路については木津用水、宮田用水、羽島用水の各項目を参照されたし。
愛知県
犬山市、丹羽郡大口町、扶桑町、江南市、一宮市、稲沢市、清須市、小牧市、春日井市、北名古屋市、名古屋市、津島市、愛西市、あま市、海部郡大治町
岐阜県
各務原市、羽島郡笠松町、岐南町、岐阜市、羽島市